# Развој светског рекорда у скоку мотком на отвореном за мушкарце
Први светски рекорд у скоку мотком на отвореном за мушкарце признат је од ИААФ (International Association of Athletics Federations – Међународна атлетска федерација), 1912. године.
Закључно са 25. мартом 2013. ИААФ је ратификовала 71 светски рекорд за мушкарце на отвореном. У табели се налазе сви ратификовани светски рекорди. Резултати су изказани у метрима.
| Време | Атлетичар            | Држава           | Место                           | Датум              | Бр. | Трајање              |
| ----- | -------------------- | ---------------- | ------------------------------- | ------------------ | --- | -------------------- |
| 4,02  | Марк Рајт            | Сједињене Државе | Кемброџ, САД                    | 8. јун 1912        | 1   | 8 година и 69 дана   |
| 4,09  | Френк Фос            | Сједињене Државе | Антверпен, Белгија              | 20. август 1920    | 1   | 2 године и 14 дана   |
| 4,12  | Charles Hoff         | Норвешка         | Копенхаген, Данска              | 3. септембар 1922  | 1   | 322 дана             |
| 4,21  | Charles Hoff         | Норвешка         | Копенхаген, Данска              | 22. јул 1923       | 2   | 2 године и 22 дана   |
| 4,23  | Charles Hoff         | Норвешка         | Осло, Норвешка                  | 13. август 1925    | 3   | 45 дана              |
| 4,25  | Charles Hoff         | Норвешка         | Турку, Финска                   | 27. септембар 1925 | 4   | 1 година и 243 дана  |
| 4,27  | Сејбин Кар           | Сједињене Државе | Филаделфија, САД                | 28. мај 1927       | 1   | 336 дана             |
| 4,30  | Ли Барнс             | Сједињене Државе | Фрезно, САД                     | 28. април 1928     | 1   | 4 године и 79 дана   |
| 4,37  | Вилијам Грабер       | Сједињене Државе | Пало Алто, САД                  | 16. јул 1932       | 1   | 2 године и 320 дана  |
| 4,39  | Кит Браун            | Сједињене Државе | Кемброџ, САД                    | 1. јун 1935        |     | 1 година и 33 дана   |
| 4,43  | George Varoff        | Сједињене Државе | Принстон, САД                   | 4. јул 1936        | 1   | 329 дана             |
| 4,54  | Били Сефтон          | Сједињене Државе | Лос Анђелес, САД                | 29. мај 1937       | 1   | 3 године и 31 дан    |
| 4,54  | Ерл Медоуз           | Сједињене Државе | Лос Анђелес, САД                | 29. мај 1937       | 1   | 3 године и 31 дан    |
| 4,60  | Cornelius Warmerdam  | Сједињене Државе | Фрезно, САД                     | 29. јун 1940       | 1   | 342 дана             |
| 4,72  | Cornelius Warmerdam  | Сједињене Државе | Комптон, САД                    | 6. јун 1941        | 2   | 351 дан              |
| 4,77  | Cornelius Warmerdam  | Сједињене Државе | Модесто, САД                    | 23. мај 1942       | 3   | 14 година и 339 дана |
| 4,78  | Роберт Гутовски      | Сједињене Државе | Пало Алто, САД                  | 27. април 1957     | 1   | 3 године и 66 дана   |
| 4,80  | Дон Браг             | Сједињене Државе | Пало Алто, САД                  | 2. јул 1960        | 1   | 322 дана             |
| 4,83  | Џорџ Дејвис          | Сједињене Државе | Boulder, САД                    | 20. мај 1961       | 1   | 315 дана             |
| 4,89  | John Uelses          | Сједињене Државе | Санта Барбара, САД              | 31. март 1962      | 1   | 28 дана              |
| 4,93  | Дејв Торк            | Сједињене Државе | Волнат, САД                     | 28. април 1962     | 1   | 55 дана              |
| 4,94  | Пенти Никула         | Финска           | Kauhava, Финска                 | 22. јун 1962       | 1   | 309 дана             |
| 5,00  | Брајан Стерберг      | Сједињене Државе | Филаделфија, САД                | 27. април 1963     | 1   | 41 дан               |
| 5,08  | Брајан Стерберг      | Сједињене Државе | Комптон, САД                    | 7. јун 1963        | 2   | 59 дана              |
| 5,13  | Џон Пенел            | Сједињене Државе | Лондон, Уједињено Краљевство    | 5. август 1963     | 1   | 19 дана              |
| 5,20  | Џон Пенел            | Сједињене Државе | Корал Гејблс, САД               | 24. август 1963    | 2   | 294 дана             |
| 5,23  | Фред Хансен          | Сједињене Државе | Сан Дијего, САД                 | 13. јун 1964       | 1   | 42 дана              |
| 5,28  | Фред Хансен          | Сједињене Државе | Лос Анђелес, САД                | 25. јул 1964       | 2   | 1 година и 293 дана  |
| 5,32  | Боб Сигрен           | Сједињене Државе | Фрезно, САД                     | 14. мај 1966       | 1   | 70 дана              |
| 5,34  | Џон Пенел            | Сједињене Државе | Лос Анђелес, САД                | 23. јул 1966       | 3   | 322 дана             |
| 5,36  | Боб Сигрен           | Сједињене Државе | Сан Дијего, САД                 | 10. јун 1967       | 2   | 13 дана              |
| 5,38  | Пол Вилсон           | Сједињене Државе | Бејкерсфилд, САД                | 23. јун 1967       | 1   | 1 година и 81 дан    |
| 5,41  | Боб Сигрен           | Сједињене Државе | Echo Summit, САД                | 12. септембар 1968 | 3   | 282 дана             |
| 5,44  | Џон Пенел            | Сједињене Државе | Сакраменто, САД                 | 21. јун 1969       | 4   | 361 дан              |
| 5,45  | Волфганг Нордвиг     | Источна Немачка  | Источни Берлин, Источна Немачка | 17. јун 1970       | 1   | 78 дана              |
| 5,46  | Волфганг Нордвиг     | Источна Немачка  | Торино, Италија                 | 3. септембар 1970  | 2   | 21 дан               |
| 5,49  | Христос Папаниколау  | Грчка            | Атина, Грчка                    | 24. октобар 1970   | 1   | 1 година и 197 дана  |
| 5,51  | Кјел Исаксон         | Шведска          | Остин, САД                      | 8. април 1972      | 1   | 7 дана               |
| 5,54  | Кјел Исаксон         | Шведска          | Лос Анђелес, САД                | 15. април 1972     | 2   | 58 дана              |
| 5,55  | Кјел Исаксон         | Шведска          | Хелсингборг, Шведска            | 12. јун 1972       | 3   | 20 дана              |
| 5,63  | Боб Сигрен           | Сједињене Државе | Eugene, САД                     | 2. јул 1972        | 4   | 2 године и 269 дана  |
| 5,65  | Дејвид Робертс       | Сједињене Државе | Гејнсвил, САД                   | 28. март 1975      | 1   | 1 година и 62 дана   |
| 5,67  | Ерл Бел              | Сједињене Државе | Вичита, САД                     | 29. мај 1976       | 1   | 24 дана              |
| 5,70  | Дејвид Робертс       | Сједињене Државе | Јуџин, САД                      | 22. јун 1976       | 2   | 3 године и 324 дана  |
| 5,72  | Владислав Козакјевич | Пољска           | Милано, Италија                 | 11. мај 1980       | 1   | 21 дан               |
| 5,75  | Тијери Вињерон       | Француска        | Париз, Француска                | 1. јун 1980        | 1   | 28 дана              |
| 5,75  | Тијери Вињерон       | Француска        | Лил, Француска                  | 29. јун 1980       | 2   | 18 дана              |
| 5,77  | Philippe Houvion     | Француска        | Париз, Француска                | 17. јул 1980       | 1   | 13 дана              |
| 5,78  | Владислав Козакјевич | Пољска           | Москва, СССР                    | 30. јул 1980       | 2   | 325 дана             |
| 5,80  | Тијери Вињерон       | Француска        | Макон, Француска                | 20. јун 1981       | 3   | 6 дана               |
| 5,81  | Владимир Пољаков     | Совјетски Савез  | Тбилиси, СССР                   | 26. јун 1981.      | 1   | 2 године и 63 дана   |
| 5,82  | Пјер Кинон           | Француска        | Келн, Западна Немачка           | 28. август 1983    | 1   | 4 дана               |
| 5,83  | Тијери Вињерон       | Француска        | Рим, Италија                    | 1. септембар 1983  | 4   | 268 дана             |
| 5,85  | Сергеј Бупка         | Совјетски Савез  | Братислава, Чехословачка        | 26. мај 1984       | 1   | 7 дана               |
| 5,88  | Сергеј Бупка         | Совјетски Савез  | Париз, Француска                | 2. јун 1984        | 2   | 41 дан               |
| 5,90  | Сергеј Бупка         | Совјетски Савез  | Лондон, Уједињено Краљевство    | 13. јул 1984       | 3   | 49 дана              |
| 5,91  | Тијери Вињерон       | Француска        | Рим, Италија                    | 31. август 1984    | 5   | 0 дана               |
| 5,94  | Сергеј Бупка         | Совјетски Савез  | Рим, Италија                    | 31. август 1984    | 4   | 316 дана             |
| 6,00  | Сергеј Бупка         | Совјетски Савез  | Париз, Француска                | 13. јул 1985       | 5   | 360 дана             |
| 6,01  | Сергеј Бупка         | Совјетски Савез  | Москва, СССР                    | 8. јул 1986        | 6   | 1 година и 15 дана   |
| 6,03  | Сергеј Бупка         | Совјетски Савез  | Праг, Чехословачка              | 23. јул 1987       | 7   | 322 дана             |
| 6,05  | Сергеј Бупка         | Совјетски Савез  | Братислава, Чехословачка        | 9. јун 1988        | 8   | 31 дан               |
| 6,06  | Сергеј Бупка         | Совјетски Савез  | Ница, Француска                 | 10. јул 1988       | 9   | 2 године и 300 дана  |
| 6,07  | Сергеј Бупка         | Совјетски Савез  | Шизуока, Јапан                  | 6. мај 1991        | 10  | 34 дана              |
| 6,08  | Сергеј Бупка         | Совјетски Савез  | Москва, СССР                    | 9. јун 1991        | 11  | 29 дана              |
| 6,09  | Сергеј Бупка         | Совјетски Савез  | Формио, Италија                 | 8. јул 1991        | 12  | 28 дана              |
| 6,10  | Сергеј Бупка         | Совјетски Савез  | Малме, Шведска                  | 5. август 1991     | 12  | 1 година и 25 дана   |
| 6,11  | Сергеј Бупка         | Уједињени тим    | Дижон, Француска                | 13. јун 1992       | 12  | 78 дана              |
| 6,12  | Сергеј Бупка         | Уједињени тим    | Падова, Италија                 | 30. август 1992    | 15  | 20 дана              |
| 6,13  | Сергеј Бупка         | Уједињени тим    | Токио, Јапан                    | 19. септембар 1992 | 16  | 1 година и 315 дана  |
| 6,14  | Сергеј Бупка         | Украјина         | Сестријере, Италија             | 31. јул 1994       | 17  | 30 година и 228 дана |